# منطقه نظامی واشینگتن
منطقه نظامی واشینگتن (انگلیسی: United States Army Military District of Washington) یکی از نوزده فرماندهی اصلی نیروی زمینی ایالات متحده آمریکا و زیرمجموعه فرماندهی شمالی ایالات متحده آمریکا است، که ستاد مرکزی آن در فورت مک‌نایر در واشینگتن دی. سی. قرار دارد. ماموریت‌های واحدهای منطقه نظامی واشنگتن شامل وظایف تشریفاتی و نقش رزمی در دفاع از منطقه کلان‌شهری واشینگتن است.
علاوه بر فورت مک‌نیر، تأسیسات زیر تحت پوشش فرماندهی منطقه نظامی واشینگتن شامل پایگاه مشترک مایر-هندرسون هال، فورت بلویر و فورت واکر، در ایالت ویرجینیا، همچنین فورت مید، مریلند می‌باشند.
منطقه نظامی واشنگتن نماینده ارتش ایالات متحده در نیروی ویژه مشترک - منطقه پایتخت ملی، همچنین نظارت بر تمام عملیات تشریفاتی در گورستان ملی آرلینگتون است.
فرمانده فعلی منطقه نظامی واشنگتن سرلشکر ترور بردنکمپ است، که بر برنامه‌ریزی نظامی برای دفاع از منطقه پایتخت ملی نظارت دارد.